# 9 de dezembro
9 de dezembro é o 343.º dia do ano no calendário gregoriano (344.º em anos bissextos). Faltam 22 dias para acabar o ano.

## Eventos históricos

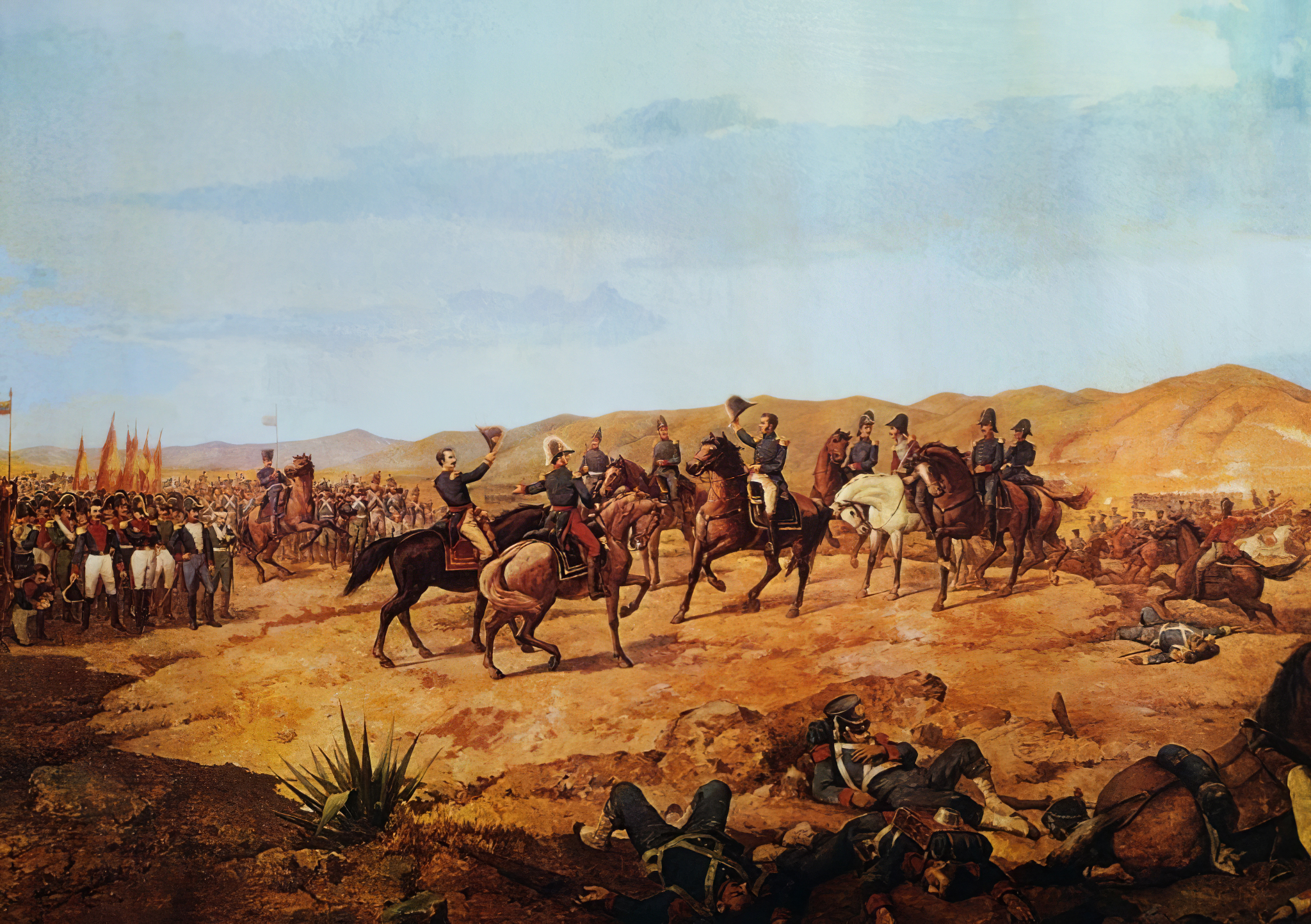
1824: Batalha de Ayacucho

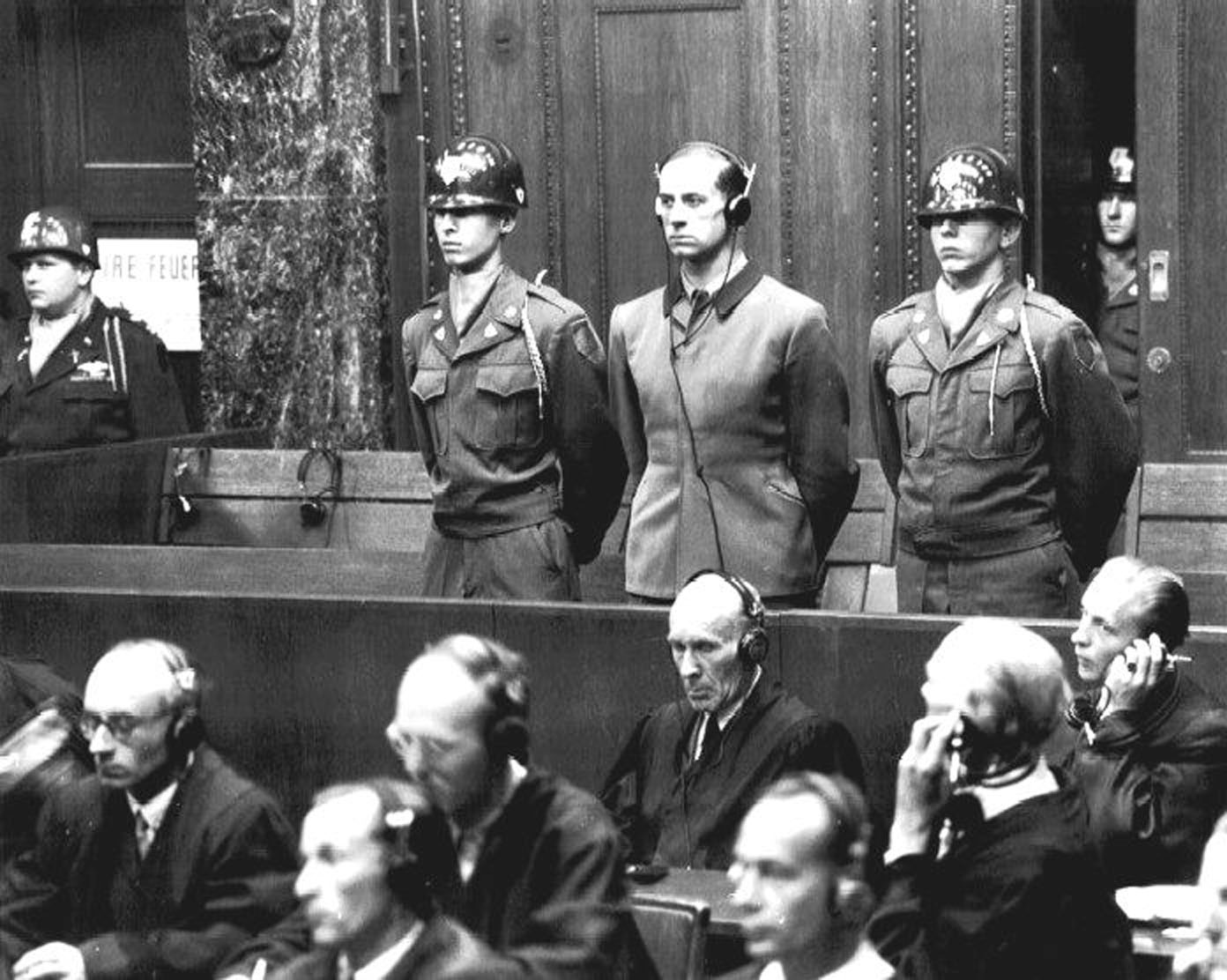
1946: Processos de guerra de Nuremberg - "julgamento dos médicos"

- 0480 — Odoacro, primeiro rei da Itália, ocupa a Dalmácia. Mais tarde, estabelece seu poder político com a cooperação do Senado Romano.
- 0536 — Guerra Gótica: o general romano-oriental (bizantino) Belisário entra em Roma sem oposição; a guarnição gótica foge da capital.
- 0730 — Batalha de Marje Ardabil: Os cazares aniquilam um exército omíada e matam seu comandante, Aljarrá ibne Abedalá.[1]
- 1432 — A primeira batalha entre as forças de Švitrigaila e Sigismund Kęstutaitis é travada perto da cidade de Oszmiana (ou Ashmyany), lançando a fase mais ativa da Guerra Civil Lituana.[2]
- 1531 — Nossa Senhora de Guadalupe aparece pela primeira vez a Juan Diego em Tepeyac, na Cidade do México.
- 1636 — A dinastia Qing da China, liderada pelo imperador Hong Taiji, invade o território da Dinastia Joseon.[3]
- 1688 — Revolução Gloriosa: as forças de Guilherme III derrotam os jacobitas na Batalha de Reading, forçando Jaime II a fugir da Inglaterra.[4]
- 1775 — Guerra Revolucionária Americana: tropas britânicas e legalistas, mal-informados sobre a força da milícia Patriota, perdem a Batalha da Grande Ponte, encerrando o domínio britânico na Virgínia.[5]
- 1822 — O físico francês Augustin-Jean Fresnel, em um livro de memórias lido para a Academia de Ciências, cunha os termos polarização linear, polarização circular e polarização elíptica, e relata um experimento de refração direta verificando sua teoria de que a rotação óptica é uma forma de birrefringência.[6]
- 1824 — As forças patrióticas lideradas pelo general Antonio José de Sucre derrotam um exército realista na Batalha de Ayacucho, pondo fim à Guerra de independência do Peru.
- 1835 — Revolução do Texas: o Exército Texano captura San Antonio, Texas após o Cerco de Béxar.
- 1861 — Guerra de Secessão: o Comitê Conjunto sobre a Conduta da Guerra é criado pelo Congresso dos Estados Unidos.
- 1868 — Os primeiros semáforos são instalados, do lado de fora do Palácio de Westminster, em Londres. Assemelhando-se a sinais ferroviários, eles usam braços de semáforo e são iluminados à noite por lâmpadas de gás vermelhas e verdes.
- 1891 — Na França, cerca de 300 000 pessoas assistiram a passagem pelas ruas de Paris a procissão para Igreja de la Madeleine do funeral de Pedro II do Brasil. Uma formação militar francesa, composta por 80 000 homens prestou honras ao Imperador.
- 1917 — Primeira Guerra Mundial: o marechal de campo Edmund Allenby captura Jerusalém, Palestina do Império Otomano.
- 1905 — Na França, uma lei separando Igreja e Estado é aprovada.
- 1917 — Primeira Guerra Mundial: O marechal Allenby captura Jerusalém do Império Otomano.
- 1922 — Gabriel Narutowicz é eleito o primeiro presidente da Polónia.
- 1931 — As Cortes Constituintes aprovam uma constituição que cria a Segunda República Espanhola.
- 1937 — Segunda Guerra Sino-Japonesa: Batalha de Nanquim: tropas japonesas sob o comando do tenente-general Yasuhiko Asaka lançam um ataque à cidade chinesa de Nanquim.
- 1940 — Segunda Guerra Mundial: Operação Compasso: tropas britânicas e indianas sob o comando do major-general Richard O'Connor atacam as forças italianas perto de Sidi Barrani, no Egito.
- 1941 — Segunda Guerra Mundial: a República da China, Cuba, Guatemala e a Commonwealth das Filipinas declaram guerra à Alemanha e ao Japão.
- 1946 — Os "julgamentos subsequentes de Nuremberg" começam com o "julgamento dos médicos", processando médicos e oficiais que supostamente estavam envolvidos nos experimentos humanos nazistas e assassinato em massa sob o pretexto de eutanásia.
- 1948 — A Convenção para a Prevenção e a Repressão do Crime de Genocídio é adotada.
- 1950 — Guerra Fria: Harry Gold é condenado a 30 anos de prisão por ajudar Klaus Fuchs a passar informações sobre o Projeto Manhattan para a União Soviética. Seu testemunho é mais tarde instrumental na acusação de Julius e Ethel Rosenberg.
- 1953 — Macarthismo: General Electric anuncia que todos os funcionários comunistas serão dispensados da empresa.
- 1960 — O primeiro episódio de Coronation Street, a soap opera (telenovela) mais antiga do mundo, é transmitido no Reino Unido.
- 1961 — Tanganica torna-se independente do Reino Unido, como um reino da Comunidade das Nações em união pessoal com o Reino Unido e outros reinos.
- 1962 — O Parque Nacional da Floresta Petrificada é criado no Arizona.
- 1966 — Barbados e Emirados Árabes Unidos são admitidos como Estados-Membros da ONU.
- 1968 — Douglas Engelbart deu o que ficou conhecido como "A Mãe de Todas as Demonstrações", lançando publicamente o rato de computador, hipertexto e a interface gráfica de usuário mapeada em bits usando o Sistema oN-Line (NLS).
- 1979 — Certificada a erradicação do vírus da varíola, tornando a varíola a primeira das duas únicas doenças que foram levadas à extinção (a peste bovina em 2011 sendo a outra).
- 1987 — Conflito israelo-palestino: a Primeira Intifada começa na Faixa de Gaza e na Cisjordânia.
- 1992 — Tropas americanas desembarcam na Somália para a Operação Restaurar a Esperança.
- 1994 — Começa a ser delineado o acordo da Área de Livre Comércio das Américas (ALCA) na Cimeira das Américas, na cidade de Miami.
- 1996 — O inovador navegador para web, o Opera, é lançado.
- 2006 — O ônibus espacial Discovery é lançado na STS-116 transportando o segmento de Integrated Truss Structure da Estação Espacial Internacional.
- 2013 — Após falha em seu lançamento, o satélite brasileiro CBERS-3 desintegra-se sobre a Antártida.
- 2015 — Início da trigésima sexta cúpula do Conselho de Cooperação do Golfo em Riad.
- 2016 — Park Geun-hye, presidente da Coreia do Sul, é destituída do seu cargo pela Assembleia Nacional de seu país em resposta a um grande escândalo político. O primeiro-ministro Hwang Kyo-ahn se torna presidente interino.
- 2021 — 55 pessoas morreram e mais de 100 ficaram feridas quando um caminhão com 160 migrantes da América Central capotou em Chiapas, no México.[7]

## Nascimentos

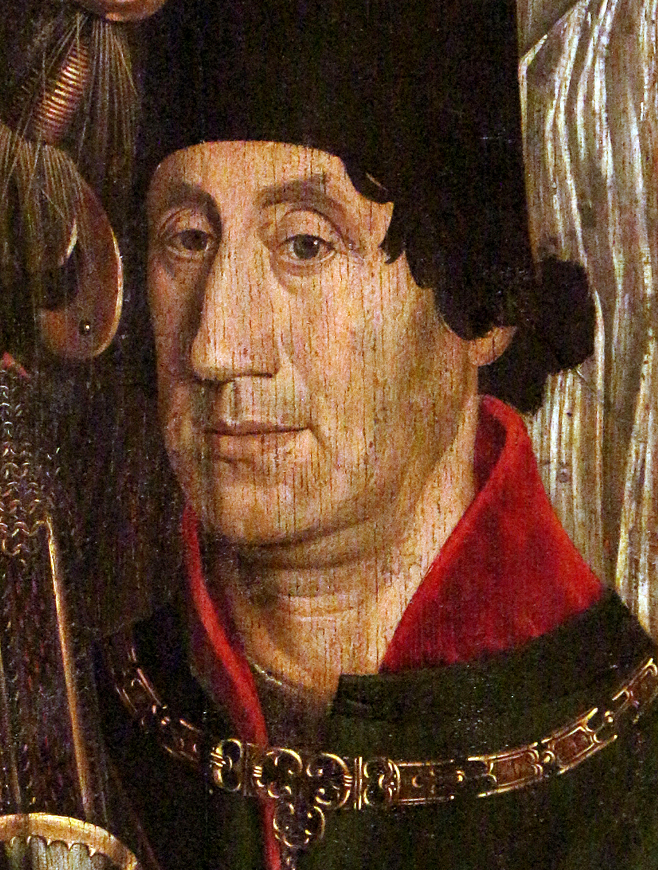
Pedro de Portugal

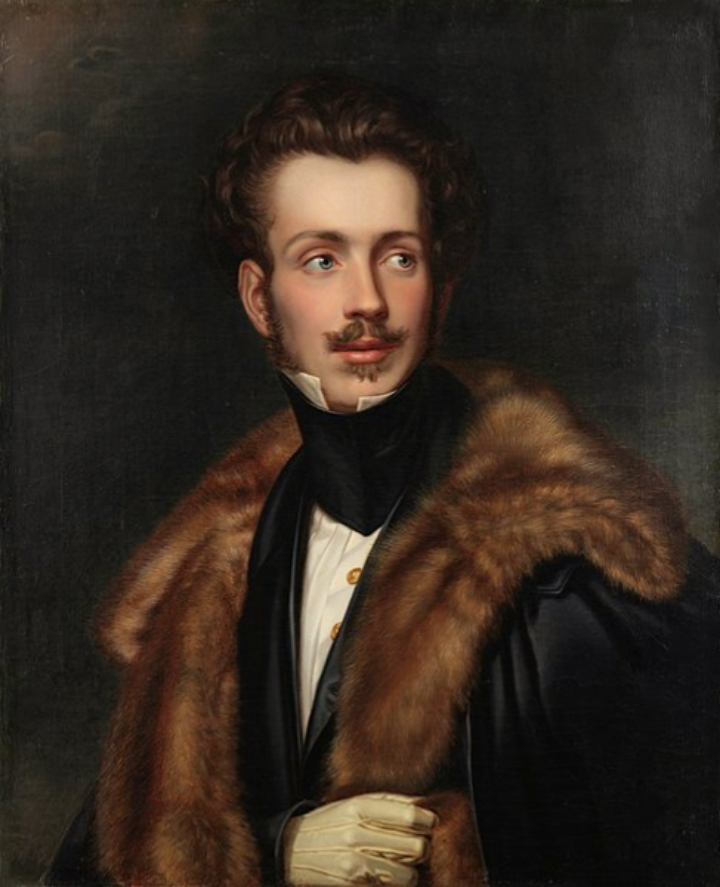
Augusto de Beauharnais

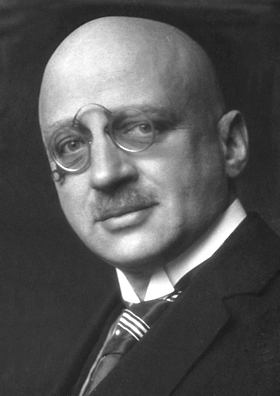
Fritz Haber

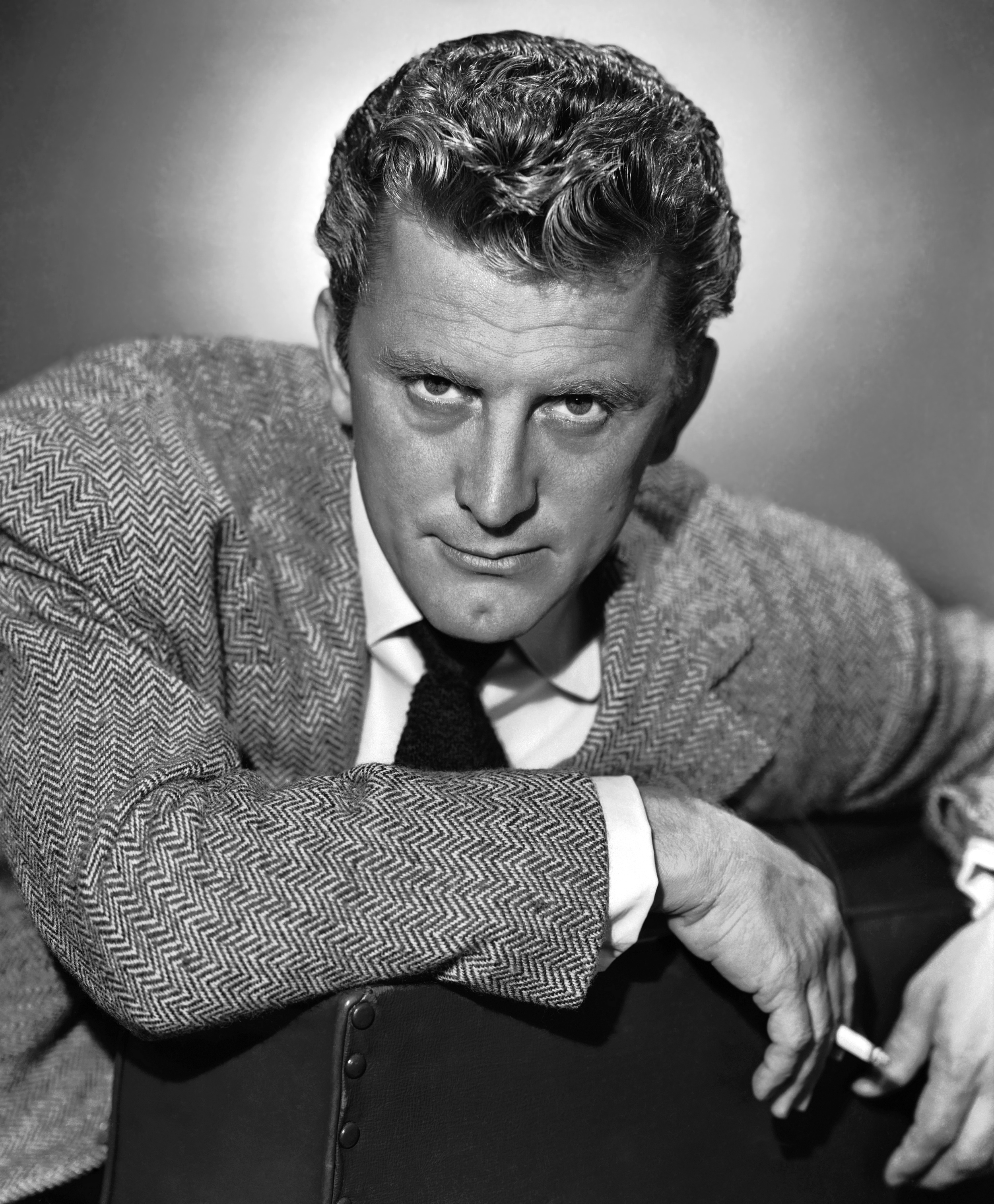
Kirk Douglas

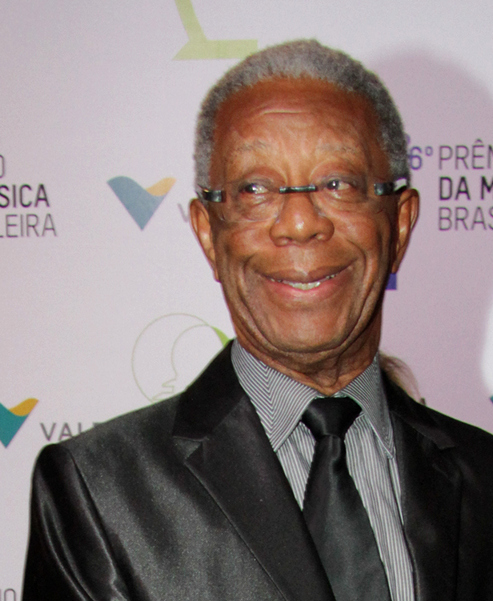
Milton Gonçalves

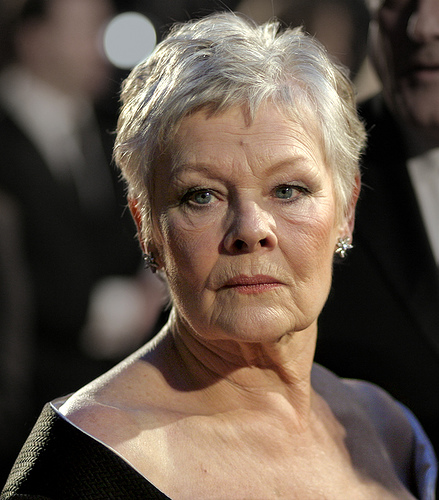
Judi Dench

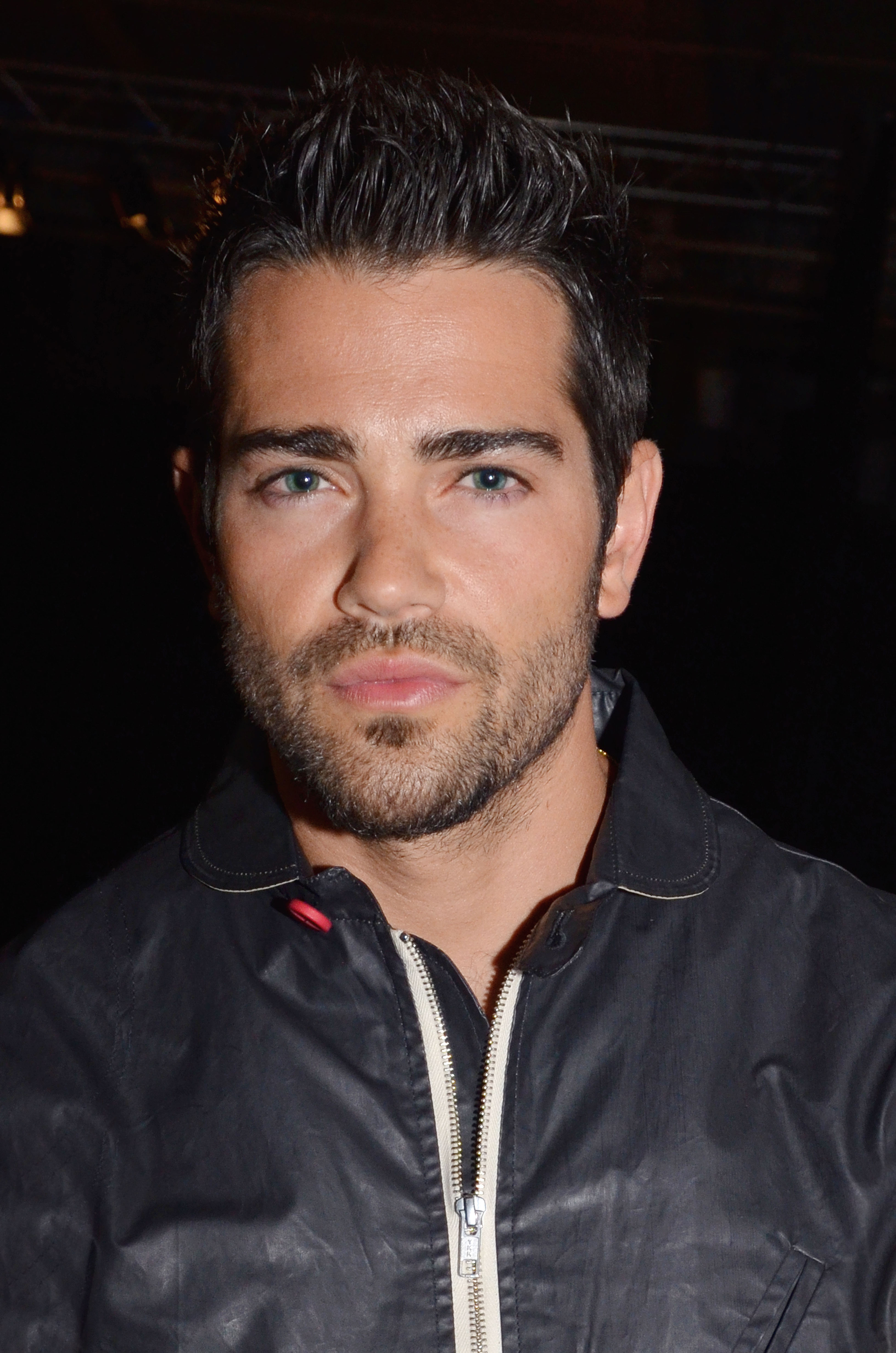
Jesse Metcalfe

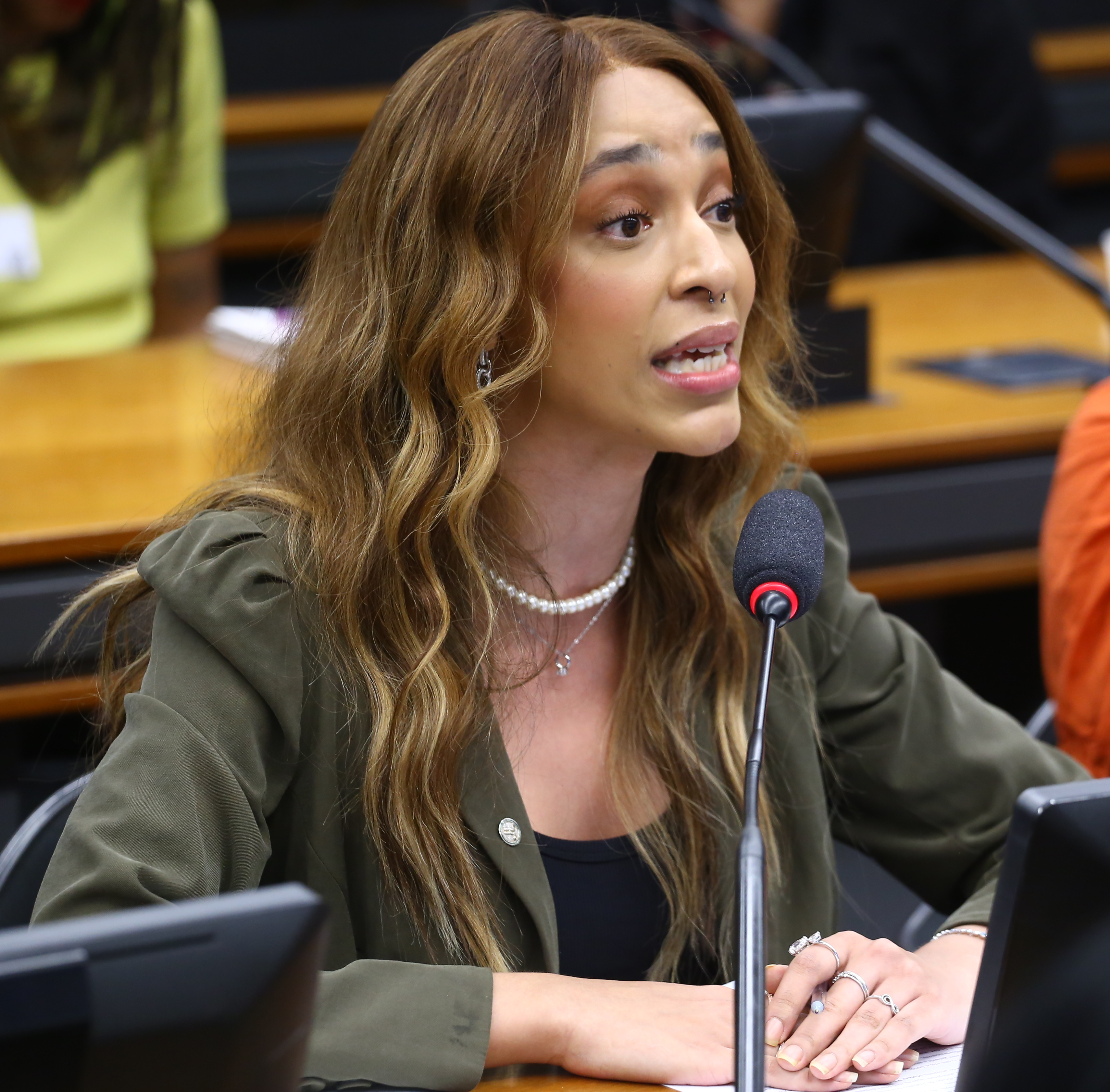
Erika Hilton

### Anteriores ao século XIX
- 1392 — Pedro de Portugal, 1.º Duque de Coimbra (m. 1449).
- 1474 — Juan Diego Cuauhtlatoatzin, indígena e visionário mexicano (m. 1548).
- 1482 — Frederico II, Eleitor Palatino (m. 1556).
- 1508 — Gemma Frisius, médico e astrônomo holandês (m. 1555).
- 1571 — Adriaan Metius, matemátio e astrônomo neerlandês (m. 1635).
- 1579 — Martinho de Porres, santo peruano (m. 1639).
- 1608 — John Milton, escritor inglês (m. 1674).
- 1634 — Sofia Margarida de Oettingen-Oettingen (m. 1664).
- 1742 — Carl Wilhelm Scheele, químico sueco (m. 1786).
- 1749 — Maria Luísa de Parma rainha da Espanha (m. 1819).

### Século XIX
- 1810 — Augusto de Beauharnais, Príncipe Consorte do Reino de Portugal (m. 1835).
- 1842 — Piotr Kropotkin, anarquista russo (m. 1921).
- 1850 — Emma Abbott, cantora lírica e empresária teatral norte-americana (m. 1891).
- 1868
  - Fritz Haber, químico polonês (m. 1934).
  - Padre Himalaya, cientista e inventor português (m. 1933).
- 1869 — Jack Bee Garland, autor, aventureiro, enfermeiro e jornalista norte-americano (m. 1936).
- 1894 — Aníbal Machado, escritor brasileiro (m. 1964).
- 1895 — Isidora Dolores Ibárruri Gómez, líder comunista espanhola (m. 1989).
- 1898 — Maria de Arruda Müller, educadora e poetisa brasileira (m. 2003).
- 1900 — Joseph Needham, embriologista e historiador britânico (m. 1995).

### Século XX

#### 1901–1950
- 1901
  - José Rodrigues Miguéis, escritor português (m. 1980).
  - Ödön von Horváth, escritor e dramaturgo austro-húngaro (m. 1938).
- 1902 — Margaret Hamilton, atriz norte-americana (m. 1985).
- 1905 — Dalton Trumbo, roteirista e romancista estadunidense (m. 1976).
- 1909
  - Douglas Fairbanks Jr., ator norte-americano (m. 2000).
  - António Pedro, encenador, escritor e artista plástico português (m. 1966).
- 1914 — André Villon, ator brasileiro (m.1985).
- 1915 — Elisabeth Schwarzkopf, soprano alemã (m. 2006).
- 1916 — Kirk Douglas, ator estadunidense (m. 2020).
- 1917 — Leo James Rainwater, físico estadunidense (m. 1986).
- 1919
  - António Lopes Ferreira, escritor e poeta português (m. 2000).
  - William Nunn Lipscomb, químico estadunidense (m. 2011).
- 1925 — Ernest Gellner, antropólogo, sociólogo e filósofo britânico (m. 1995).
- 1926 — Henry Way Kendall, físico estadunidense (m. 1999).
- 1929 — John Cassavetes, ator e diretor norte-americano (m. 1989).
- 1933
  - Ashleigh Brilliant, cartunista britânico.
  - Milton Gonçalves, ator brasileiro (m. 2022).
- 1934 — Judi Dench, atriz britânica.
- 1937 — Aleshia Brevard, atriz, modelo, professora e autora norte-americana (m. 2017).
- 1941
  - Beau Bridges, ator estadunidense.
  - Wolfgang Danne, patinador artístico alemão (m. 2019).
- 1942 — Cyro Aguiar, cantor e compositor brasileiro.
- 1944 — Zé Geraldo, cantor e compositor brasileiro.

#### 1951–2000
- 1951 — Dragan Pantelić, futebolista sérvio (m. 2021).
- 1953 — John Malkovich, ator estadunidense.
- 1956 — Jean-Pierre Thiollet, escritor francês.
- 1957 — Donny Osmond, cantor, ator e apresentador norte-americano.
- 1961 — Luděk Mikloško, ex-futebolista tcheco.
- 1962 — Felicity Huffman, atriz norte-americana.
- 1963
  - Masako, Princesa Herdeira do Japão.
  - Zurab Zhvania, político georgiano (m. 2005).
- 1964
  - Paul Landers, músico alemão.
  - Érick Jacquin, cozinheiro franco-brasileiro.
- 1966 — Mário Centeno, economista português.
- 1967
  - Caryn Kadavy, patinadora artística americana.
  - Gheorghe Popescu, ex-futebolista romeno.
- 1969 — Bixente Lizarazu, ex-futebolista francês.
- 1970
  - Evandro, futebolista brasileiro.
  - Djalminha, ex-futebolista brasileiro.
- 1971 — Víctor Aristizábal, ex-futebolista colombiano.
- 1972
  - Tré Cool, músico americano.
  - Fabrice Santoro, tenista francês.
  - Reiko Aylesworth, atriz norte-americana.
- 1978
  - Gastón Gaudio, tenista argentino.
  - Jesse Metcalfe, ator estadunidense
  - P. J. Chesson, automobilista norte-americano.
- 1979
  - Olivia Lufkin, cantora nipo-americana.
  - Nicolas Alnoudji, futebolista camaronês.
- 1980 — Zé Roberto, futebolista brasileiro.
- 1981 — Mardy Fish, tenista norte-americano.
- 1983
  - Dariusz Dudka, futebolista polonês.
  - Jermaine Beckford, futebolista britânico.
- 1986
  - Louise Cliffe, modelo e atriz britânica.
  - Bruno Gissoni, ator brasileiro.
  - Gui Santana, ator e comediante brasileiro.
- 1987 — Ádám Szalai, futebolista húngaro.
- 1988 — Kwadwo Asamoah, futebolista ganês.
- 1990 — Lin Junhong, desportista chinesa.
- 1991
  - Choi Minho, cantor, rapper, ator e modelo sul-coreano.
  - Eli Soares, cantor brasileiro.
- 1992 — Erika Hilton, ativista e política brasileira.
- 1998 — Jean van der Westhuyzen, canoísta australiano.
- 1999 — Aitch, rapper e compositor britânico.
- 2000 — Jaren Lewison, ator norte-americano.

## Mortes

### Anteriores ao século XIX
- 0638 — Sérgio I de Constantinopla, patriarca de Constantinopla (n. 565).
- 0748 — Nácer ibne Saiar, general e político árabe (n. 663).
- 1165 — Malcolm IV da Escócia (n. 1141).
- 1437 — Sigismundo do Sacro Império Romano-Germânico (n. 1368).
- 1544 — Teofilo Folengo, poeta italiano (n. 1491).
- 1555 — Isabel de Culemborg, nobre neerlandesa (n. 1475).
- 1565 — Papa Pio IV (n. 1499).
- 1573 — André de Resende, arqueólogo português (n. 1500).
- 1635 — Sofia da Saxônia, Duquesa da Pomerânia (n. 1587).
- 1641 — Antoon van Dyck, pintor belga (n. 1599).
- 1669 — Papa Clemente IX (n. 1600).
- 1706 — Pedro II de Portugal (n. 1646).
- 1728 — Nuno Marques Pereira, padre e escritor luso-brasileiro (n. 1652).
- 1793 — Yolande de Polastron, Duquesa de Polignac (n. 1749).

### Século XIX
- 1854 — Almeida Garrett, escritor português (n. 1799).
- 1858 — Robert Baldwin, político canadense (n. 1804).
- 1867 — Ashbel Green Simonton, missionário estadunidense (n. 1833).
- 1882 — Hugh Allan, financista e capitalista canadense (n. 1810).
- 1889 — William Francis Allen, erudito norte-americano (n. (1830).

### Século XX
- 1942 — Carlos Dias Fernandes, jornalista, romancista, crítico, pedagogo, advogado e poeta brasileiro (n. 1874).
- 1971 — Ralph Johnson Bunche, diplomata estadunidense (n. 1904).
- 1972 — William Dieterle, cineasta alemão (n. 1893).
- 1977 — Clarice Lispector, escritora brasileira (n. 1920).
- 1979 — Fulton J. Sheen, arcebispo estadunidense (n. 1895).
- 1980 — James Neilson, cineasta estadunidense (n. 1918).
- 1989 — R. G. Springsteen, diretor de cinema norte-americano (n. 1904).

### Século XXI
- 2002 — Stan Rice, poeta norte-americano (n. 1942).
- 2007 — Rafael Sperafico, automobilista brasileiro (n. 1981).
- 2008
  - Ibrahim Dossey, futebolista ganês (n. 1972).
  - Dražan Jerković, futebolista e técnico croata (n. 1936).
- 2009
  - Kjell Eugenio Laugerud García, político guatemalteco (n. 1930).
  - Gene Barry, ator norte americano (n. 1919).
  - Luiz Carlos Alborghetti, apresentador de televisão e político brasileiro (n. 1945).
  - Onofre Cândido Rosa, bispo brasileiro (n. 1924).
  - Piotr Krzywicki, político polonês (n. 1964).
  - Rodrigo Carazo Odio, político costarriquenho (n. 1926).
- 2012 — André José Adler, ator, locutor e comentarista brasileiro (n. 1944).
- 2013 — Eleanor Parker, atriz norte-americana (n. 1922).
- 2015
  - Juvenal Juvêncio, dirigente esportivo brasileiro (n. 1932).
  - Carlo Furno, cardeal italiano (n. 1921).
  - Julio Terrazas Sandoval, cardeal boliviano (n. 1936).
- 2016 — Élcio Álvares, político brasileiro (n. 1932.
- 2017 — Luiz Carlos Maciel, escritor brasileiro. (n. 1938).
- 2018 — Guire Poulard, arcebispo haitiano (n. 1942).
- 2019 — Marie Fredriksson, cantora sueca (n. 1958).
- 2020
  - Paolo Rossi, futebolista italiano (n. 1956).
  - Artenir Werner, político e economista brasileiro (n. 1940).
- 2024 — Dalton Trevisan, escritor brasileiro (n. 1925).

## Feriados e eventos cíclicos

### Internacional
- Dia internacional contra a corrupção.
- Dia da criança especial
- Dia Internacional para a Comemoração e Dignidade das Vítimas do Crime de Genocídio

### Brasil
- Aniversário de Dom Pedro, Maranhão
- Aniversário de Guarapuava, Paraná
- Aniversário de Indaiatuba, São Paulo
- Aniversário de Maceió, Alagoas
- Aniversário de Novo Brasil, Goiás
- Aniversário de Santa Fé, Paraná
- Aniversário de Isaías Coelho, Piauí
- Dia do Fonoaudiólogo
- Dia do Alcoólico Recuperado
- Dia da Bíblia Sagrada

### Cristianismo
- Ana (mãe de Samuel)
- Juan Diego Cuauhtlatoatzin
- Leocádia de Toledo
- Bernardo Maria de Jesus
- Pedro Fourier

## Outros calendários
- No calendário romano era o 5.º dia (V) antes dos idos de  dezembro.
- No calendário litúrgico tem a letra dominical G para o dia da semana.
- No calendário gregoriano a epacta do dia é xii.